# Kurau
Kurau is een plaats in het bestuurlijke gebied Bangka Tengah in de provincie  Bangka-Belitung, Indonesië. De plaats telt 2902 inwoners (volkstelling 2010).